# Ehretia philippinensis
Ehretia philippinensis är en strävbladig växtart som beskrevs av A. Dc. Ehretia philippinensis ingår i släktet Ehretia och familjen strävbladiga växter. Inga underarter finns listade i Catalogue of Life.